# Jenni Mosello
Jennifer Mosello (Curitiba, 23 de maio de 1994), artisticamente conhecida como Jenni Mosello, é uma cantora e compositora brasileira de jazz e pop. Cantora profissional desde os 18 anos, Mosello tornou-se nacionalmente conhecida após participar da primeira edição brasileira do talent show X Factor em 2016, no qual classificou-se como vice-campeã.
Em 2018, Mosello começou a despontar como uma das apostas do pop brasileiro, com o lançamento da canção "Vou Gritar".
Em 2024, Jenni se destacou por ser a artista brasileira com créditos em 4 projetos indicados ao Grammy Latino, contribuindo para os discos de Iza e Luísa Sonza, e também nas canções Fé nas Maluca (Iza e MC Carol) e Chico (Luísa Sonza), canção que lhe rendeu sua primeira indicação ao prêmio como compositora. 

## Carreira

### 2012-15: Primeiros projetos
O ingresso de Jenni na carreira musical ocorreu em 2012, quando ela se apresentou na reabertura de uma das mais respeitadas casas de show de Curitiba, a Ópera de Arame (na plateia, estava presente o cantor Roberto Carlos). Nesta época, Mosello já era vocalista da banda Open Jazz, um projeto paralelo que envolve seu namorado, o baterista e compositor Lucas Vaz Machado. Após terminar o ensino médio no Colégio Dom Bosco, Mosello foi aprovada no curso de Psicologia na Pontifícia Universidade Católica do Paraná (PUC-PR), o qual logo trancou para dedicar-se exclusivamente à carreira de cantora. Em 2014, a cantora participou de um grande projeto, um dos primeiros de sua carreira: o Queen Symphonic, um tributo prestado ao cantor Freddie Mercury. O espetáculo contou com a participação de nomes como Tiago Iorc e Ana Cañas, enquanto Mosello assumiu o papel de vocalista. Em novembro do mesmo ano, a carreira solo da artista tem início, com o lançamento de sua primeira canção autoral, "I'm Not the One Who's Gonna Cry", acompanhada de um videoclipe.
Em 2015, a artista passou a receber grande atenção da mídia curitibana, sendo convidada a participar de diversos programas de TV e rádio locais e consequentemente se apresentando em diversos eventos, em shoppings e livrarias. Em maio, Jenni lançou seu primeiro EP, Sketches; a canção carro-chefe do trabalho, "Look Me In The Eyes", foi escrita pelo compositor canadense James Bryan, conhecido pelo seu trabalho com Nelly Furtado e os Backstreet Boys. O show de estreia, realizado no Museu Oscar Niemeyer, teve ingressos esgotados antecipadamente e, pela alta demanda, uma sessão extra foi aberta. Nenhum single foi oficialmente lançado, mas as canções "Work It Out" e "Look Me in the Eyes" contaram com videoclipes.
Durante o ano, a cantora fez diversos shows em cafeterias e eventos fechados para divulgação do EP, tanto como vocalista da Open Jazz como performance solo. Em junho, a cantora abriu o show de Humberto Gessinger no Teatro Positivo, enquanto no final do ano ela foi escalada para o line-up de artistas do festival Corrente Cultural de Curitiba, sendo uma das principais atrações locais. Além disso, a cantora participou novamente do tributo musical Queen Symphonic.

### 2016: X-Factor Brasil
No início de 2016, Mosello foi aos Estados Unidos, onde permaneceu por 2 meses gravando material para seu primeiro álbum de estúdio. A viagem de Jenni foi documentada pela emissora curitibana E-Paraná, sob o título de Alices pelo mundo: Jenni em NY, mas as sessões de gravação não foram reveladas ao público, e a informação de que Mosello estava gravando seu álbum de estreia foi mantida em sigilo até o final do ano. Ao retornar ao Brasil, Jenni fez uma pequena leva de apresentações intimistas em bares e restaurantes de Curitiba, além de lançar uma faixa inédita comemorativa ao Dia dos Namorados, intitulada "Squeeze Me Like". O último show da turnê Sketches foi realizado em março, sob a promessa de novas surpresas e projetos posteriores.
No dia 9 de julho, através de suas redes sociais, a cantora revelou que estava inscrita no processo seletivo da primeira temporada do talent show X Factor Brasil. Após ser aprovada em diversas etapas que não foram documentadas para o público, sua audição no auditório do programa foi exibida em rede nacional em setembro, na Rede Bandeirantes; nesta ocasião ela apresentou um cover de "Feeling Good", da cantora Nina Simone. A cantora foi muito elogiada pelos jurados, sendo aprovada por todos para a próxima fase de audições, e a apresentação recebeu grande atenção do público (o vídeo oficial conta com mais de 1 milhão de visualizações no YouTube). Na etapa seguinte do programa, Jenni apresentou um cover de "Valerie", da cantora Amy Winehouse, para a jurada Alinne Rosa e o convidado especial, Tiago Iorc. Novamente, ela recebeu aprovação, desta vez para a etapa das cadeiras. Posteriormente, a produção de Tiago convidou Jenni para um dueto de "Valerie", realizado num show privado para a  imprensa e convidados.
Em novembro, após diversas etapas e passar por uma repescagem, Jenni chegou à final do programa, acompanhada do veterano Cristopher Clark e da girl band Ravena. Na mesma época, a cantora lançou seu primeiro single oficial, intitulado "Run to the Hills", gravado em Nova Iorque. Mediante o lançamento da canção nas plataformas digitais, ela foi listada pelo Spotify como um dos lançamentos virais da semana. Mosello contou publicamente com o apoio de diversas celebridades, como a rapper Karol Conká, o cantor Tiago Iorc, a dupla Anavitória, a funkeira Valesca Popozuda, a banda Supercombo, os blogueiros Diva Depressão e do jogador de futebol Pelé, além de grande maioria dos ex-participantes do programa. Cristopher Clark foi o vencedor da temporada, enquanto Jenni assumiu o posto de vice-campeã.
Após o programa, a demanda pelo trabalho de Mosello cresceu. Imediatamente após o término do programa, ela realizou uma sessão de autógrafos em São Paulo, na qual mais de 150 pessoas compareceram. Em dezembro, ela realizou um show avulso no Teatro Paiol, em Curitiba, com ingressos esgotados antecipadamente. O grupo Supercombo, do qual Mosello apresentou o cover de "Piloto Automático" durante sua trajetória no X-Factor, convidou a artista para um dueto da canção num dos shows da banda, no mesmo mês. Além disso, Mosello revelou planos de embarcar numa turnê nacional em 2017.

### 2017: "Disk Me Quer" e parcerias
No início de 2017, Mosello foi novamente convidada por Tiago Iorc para uma parceria, desta vez para abrir o show do cantor no festival Café Curaçao by Prime, na praia de Guaratuba. A cantora realizou diversas apresentações avulsas em São Paulo e Curitiba. Em janeiro, Jenni foi listada como uma das apostas do Google Play Música para a música brasileira em 2017, através da Billboard.
Em 28 de abril, a cantora lançou seu segundo single, "Disk Me Quer", acompanhado de um videoclipe. A canção é a primeira autoral de Mosello inteiramente em português. Em janeiro de 2018, o vídeo oficial havia ultrapassado 50 mil visualizações no YouTube. 
Mosello passou o ano de 2017 trabalhando em seu álbum de estreia de maneira sigilosa. A primeira prévia do material foi o lead single "Vou Gritar", lançado em 3 de novembro, e que em menos 2 meses de lançamento ultrapassou 100 mil reproduções no Spotify. No mesmo mês, Mosello protagonizou a campanha #VamosBrilharHoje, da marca de esmaltes Risqué, além de ter sido ato de abertura dos shows das cantoras Anitta e Ludmilla, em Curitiba.

### 2018: "Vou Gritar" eJENNI
O clipe de "Vou Gritar" foi lançado em 10 de janeiro de 2018 através da Vevo, e ultrapassou 350 mil visualizações em 2 semanas.
O segundo single do álbum, intitulado "Eu Não Vou", foi lançado em 23 de março de 2018. A faixa conta com a parceria do cantor curitibano Chameleo. O clipe da faixa foi gravado em Roma, na Itália. No mesmo dia, foi anunciado o álbum de estreia de Mosello, intitulado JENNI.
O álbum JENNI foi lançado em 27 de julho de 2018.  

## Influências
As principais influências de Mosello podem ser encontradas em artistas do jazz clássico, gênero musical que a artista tem contato desde a infância: Frank Sinatra, Ray Charles, Etta James e Ella Fitzgerald, sendo esta última sua cantora favorita. Já em relação aos artistas contemporâneos, a cantora cita Rihanna e Amy Winehouse, as quais costuma incluir frequentemente no repertório de suas apresentações, além de Supercombo e Lady Gaga.

## Vida pessoal
Mosello passou a infância em Roma, na Itália, onde teve contato com os gêneros musicais que posteriormente influenciaram o rumo de sua carreira. Ela retornou ao Brasil em 2005, após obter dupla nacionalidade e adquirir domínio da língua italiana. Durante o ensino médio, foi integrante do time de basquete do colégio, no qual permaneceu por cerca de 2 anos.
A cantora iniciou o curso de Psicologia na PUC-PR antes de decidir seguir exclusivamente a carreira de cantora. "Não queria ficar mais presa na faculdade, levando a música apenas como um hobby", afirma. Ela cita a proximidade com os fãs, os quais ela denomina "unicórnios", como essencial para sua carreira e para sua trajetória no X-Factor, afirmando: "os meus unicórnios, eles são muito bons. Cada um que votou me ajudou a estar aqui hoje. Se eu estou aqui, com certeza é por causa deles", dado o formato de eliminação pautado em votação popular.
Mosello credita a preferência por compor e cantar em inglês às suas influências musicais prévias. "A minha base musical vem em sua grande maioria do jazz e do blues, ritmos que utilizam muito o inglês. Por ter surgido daí, acabei tendo muito mais facilidade de compor em inglês, acho que por uma questão de referência mesmo", afirma. Após a participação no X-Factor, entretanto, a cantora passou a compor em português. 

## Discografia

### Álbuns de estúdio
| Álbum   | Detalhes                                                           |
| ------- | ------------------------------------------------------------------ |
| JENNI   | - Lançamento: 27 de julho de 2018 - Formatos: Download digital, CD |
| FEMMINA | - Lançamento: 26 de maio de 2023 - Formatos: Download digital, CD  |

### Extended plays(EPs)
| Álbum    | Detalhes                                                                                        |
| -------- | ----------------------------------------------------------------------------------------------- |
| Sketches | - Lançamento: 28 de maio de 2015 - Formatos: EP, download digital, CD - Gravadora: Independente |

### Singles
| Ano  | Musica                | Álbum         |
| ---- | --------------------- | ------------- |
| 2015 | "Work It Out"         | Sketches (EP) |
| 2015 | "Look Me In The Eyes" | Sketches (EP) |
| 2016 | "Run To The Hills"    |               |
| 2017 | "Disk Me Quer"        |               |
| 2017 | "Vou Gritar"          | JENNI         |
| 2018 | "Eu Não Vou"          | JENNI         |

### Videografia
| Ano  | Vídeo                             | Diretor                          |
| ---- | --------------------------------- | -------------------------------- |
| 2014 | "I'm Not the One Who's Gonna Cry" | Fernando Neumayer e Luís Martino |
| 2015 | "Work It Out"                     | Luccas Soares                    |
| 2015 | "Look Me In The Eyes"             | Fernando Hideki                  |
| 2017 | "Disk Me Quer"                    | Fernando Hideki                  |
| 2018 | "Vou Gritar"                      | Fernando Hideki                  |

## Turnês
- Sketches (2015–16)[52]

## Filmografia

### Séries
| Ano  | Título                  | Papel                   | Nota                            |
| ---- | ----------------------- | ----------------------- | ------------------------------- |
| 2023 | Se Eu Fosse Luísa Sonza | Ela mesma (3º episódio) | Documentário musical da Netflix |

## Composições para outros artistas
| Pop               | Pop          | Pop | Pop        |
|                   | Artista      | Composição | Lançamento |
| Rio de Janeiro    | Cleo         | Queima | 2019       |
| Rio Grande do Sul | Luísa Sonza  | VIP / Anaconda | 2021       |
| Paraná            | Chameleo     | Palhaço / Euforia / Querido Eu / Emoji de Fogo | 2021       |
| Estados Unidos    | Vivi         | Playground | 2022       |
| Paraná            | Carol Biazin | Playlist de Sexo / Fica Pro Café | 2023       |
| Estados Unidos    | Vivi         | Vingancinha | 2023       |
| Rio de Janeiro    | Iza          | Fé nas Maluca / Nunca Mais / Que Se Vá / Tédio / Batucada / Boombasstic / Terê / Fiu Fiu / Sintoniza / Bomzão / Exclusiva                                                                                     | 2023       |
| Paraíba           | Juliette     | Nós Dois Depois / Beija Eu / Ninguém | 2023       |
| Rio Grande do Sul | Luísa Sonza  | Campo de Morango / Principalmente Me Sinto Arrasada / Penhasco2 / Carnificina / A Dona Aranha / Luísa Manequim / Interlúdio - Todas as Histórias / Romance em Cena / Surreal / Iguaria / Chico / Lança Menina | 2023       |
| Rio de Janeiro    | Cleo         | Inferno / Seu Fim | 2023       |
| São Paulo         | Bruno Gadiol | Foda-se | 2023       |
| Paraná            | Chameleo     | Curto-Circuito / Alta-Tensão / Jenga / Astroboy / TDAH / Wet Dreams / Melatonina | 2023       |
| Rio de Janeiro    | Lexa         | Troco / Docinho / Holograma / Meninas Super Perigosas | 2023       |
| Rio Grande do Sul | Luísa Sonza  | Recadin no Espelho | 2024       |
| São Paulo         | Priscilla    | La Reina / Unicórnios | 2024       |
| Rio Grande do Sul | Luísa Sonza  | Bêbada Favorita / Sagrado Profano | 2024       |
| Rap               | Rap          | Rap | Rap        |
|                   | Artista      | Composição | Lançamento |
| Rio de Janeiro    | L7nnon       | Quando Ela Passa | 2024       |
| ----------------- | ------------ | --- | ---------- |